# Bisdom San Pedro-en-Côte d'Ivoire
Het bisdom San Pedro-en-Côte d'Ivoire (Latijn: Dioecesis Sancti Petri in Litore Eburneo) is een rooms-katholiek bisdom met als zetel San-Pédro in het zuidwesten van Ivoorkust. Het is een suffragaan bisdom van het aartsbisdom Gagnoa. Het bisdom werd opgericht in 1989.
In 2020 telde het aartsbisdom 30 parochies. Het heeft een oppervlakte van 27.382 km² en telde in 2020 2.674.000 inwoners waarvan 9,1% rooms-katholiek was. 

## Bisschoppen
- Barthélémy Djabla (1989-2006)
- Paulin Kouabénan N`Gnamé (2007-2008)
- Jean-Jacques Koffi Oi Koffi (2009-)